# Picknick am Strand (1939)
Picknick am Strand ist ein Zeichentrick-Kurzfilm von Clyde Geronimi aus dem Hause Disney, der seine Erstaufführung 1939 als Kinofilm hatte.

## Handlung
Donald Duck und Pluto verbringen einen Tag am Strand. Donald kommt dabei mit einer aufblasbaren Gummipuppe nicht zurecht. Daher beschließt er Pluto damit zu ärgern, der sich mit ihr einen Schlagabtausch liefert und dabei den Kürzeren zieht. Anschließend bereitet sich Donald auf ein Picknick vor, das von Ameisen gestört wird, die als Art Indianer-Stamm über das Picknick herfallen und alles stehlen. Donald und Pluto versuchen dies zu verhindern, wobei Pluto sich in Fliegenpapier verfängt und Donald später auch.

## Hintergrund
Es handelte sich um die erste Regiearbeit von Clyde Geronimi. Pluto, der eigentlich zum Micky-Maus-Universum gehört, und Donald Duck, der in Entenhausen wohnt, waren ein seltenes Leinwandpaar. Der 8-minütige Kurzfilm wurde in den Verleih von RKO-Radio Pictures aufgenommen und erstmals am 9. Juni 1939 im Kino gezeigt.
Im deutschsprachigen Raum war er Teil diverser DVD-Boxen der Reihe „Walt Disney Kostbarkeiten“. Er wird heute auf Disney+ gezeigt, wo er auf Grund der fragwürdigen Darstellung von Ameisen, die klischeehaft als indigener Stamm porträtiert werden, einen Warnhinweis erhielt.

## Rezeption
In seinem Buch 1939: Hollywood’s Greatest Year bezeichnet der Musical- und Schauspielexperte Thomas S. Hischak den Film als keines der besten Werke des Disney-Studios, lobte aber die gelungene Animation und die Musik.